# Nyva Ternopil
FK Nyva Ternopil (Oekraïens: Фк «Нива» Тернопіль) is een Oekraïense voetbalclub uit de stad Ternopil. De club werd in 1978 opgericht in de plaats Pidhajtsi en verhuisde in 1982 naar Berezjany. Drie jaar later vond de club zijn huidige thuishaven in Ternopil. Nyva speelt in het Tsentralnyi Stadion dat plaats biedt aan 18.500 toeschouwers.
De club was medeoprichter van de Oekraïense Vysjtsja Liha in 1992 nadat het land onafhankelijk was geworden van de Sovjet-Unie. Na 2 seizoenen vechten tegen degradatie werd de club tiende op 18 clubs in 1994, vier jaar later werd de beste plaats behaald, gedeeld zesde. Daarna vocht de club weer tegen de degradatie, een strijd die het in 2001 verloor. Het volgende seizoen in de Persja Liha eindigde nog dramatischer, Nyva kon slechts 3 wedstrijden winnen en degradeerde voor de tweede maal op rij.
In de Droeha Liha maakt de club ook weinig indruk en eindigde in de middenmoot. Een dieptepunt in de clubgeschiedenis volgde in 2005 toen Nyva laatste werd, wel degradeerde de club niet. Het volgende seizoen werd die blamage wel rechtgezet met een vierde plaats. In 2009 werd de club kampioen en promoveerde weer naar de Persja Liha, maar werd daar afgetekend laatste en degradeerde weer. In 2013 promoveerde Nyva opnieuw naar de Persja Liha. Begin 2015 werd de club eigendom van een Cypriotisch offshore bedrijf. Op 2 februari 2016 werd de club teruggetrokken uit de competitie en ontbonden.
Hierna werd een doorstart gemaakt als TPFK Nyva die in de amateurreeksen ging spelen.

## Bekende ex-spelers
- Oleg Iachtchouk

FK Agrobiznes Volochysk ·
Boekovina Tsjernivtsi ·
FK Chernigiv ·
Inhoelets ·
Mynaj · 
Nyva Ternopil ·
Podillya Chmelnytsky ·
Prikarpattja Ivano-Frankivsk ·
Probiy Gorodenka  ·
Metalist 1925 Charkov ·
FK Livyi Bereh Kyiv ·
Phhoenix-Marioepol ·
Tsjornomorets Odessa · 
Vorskla Poltava · 
UCSA Tarasivka ·
Viktorija Soemi ·
Metaloerh Zaporizja ·